# Geusa
Geusa – dzielnica miasta Merseburg w Niemczech, w kraju związkowym Saksonia-Anhalt, w powiecie Saale,
Do 31 grudnia 2009 Geusa była samodzielną gminą należącą do wspólnoty administracyjnej Merseburg. Do 30 czerwca 2007 leżała w powiecie Merseburg-Querfurt.

## Geografia
Dzielnica położona jest w zachodniej części miasta.